# Мегаполис (филм)
„Мегаполис“ е български игрален филм от 1982 година на режисьора Христо Христов.

## Актьорски състав
Не е налична информация за актьорския състав.